# Mare Anguis
Mare Anguis (Mar de la Serpiente, en español) es un mar lunar situado en la cara visible de la Luna. Posee un diámetro de 150  kilómetros. Localizado en la cuenca de Crisium, el mare Anguis forma parte del sistema Nectárico (se formó durante el periodo Nectárico). Su superficie es oscura como la de todos los mares lunares, ya que está cubierta de basalto. Las coordenadas selenográficas de este mar son 22,6° N, 67,7° E.